# Circuito di Mine
Il circuito di Mine fu un circuito motoristico situato nei pressi di Mine, cittadina della Prefettura di Yamaguchi in Giappone. Aperto nel novembre del 1972, ha ospitato per diversi anni la massima categoria per vetture a ruote scoperte del Giappone, nelle sue varie denominazioni (Formula 2 giapponese, Formula 3000 o Formula Nippon). Il circuito è stato chiuso il 28 febbraio 2006. È stato successivamente riconvertito in circuito test per la Mazda.

## La storia
Aperto nel 1972, fu il quinto costruito in Giappone. Vi si tenne la prima gara nel 1973. Lungo circa 1300 metri, venne allungato a 2815 m nel 1976. Subì una grande ristrutturazione nel 1991, che lo portò alla lunghezza definitiva.
Inizialmente conosciuto come  Central Park Mine Circuit, venne successivamente ridenominato come  Nishi Nippon e, infine, nuovamente come  Central Park Mine Circuit.
Venne acquistato dalla Mazda Corporation nel marzo 2006 dopo che il proprietario precedente, la  CQ Motors Corporation, decise di abbandonarne la gestione.
La Mazda sta pianificando di aggiungere alla struttura tutti gli impianti necessari per trasformare il circuito in un'area per i test sulle proprie vetture.

## La struttura
Il tracciato era lungo 3331 metri. Dopo il rettilineo dei box, la pista fletteva verso sinistra e presentava un lungo rettilineo di circa 900 metri. Al termine dello stesso un tornante immetteva in un breve rettilineo di ritorno, seguito da una S e un altro allungo che introduceva a una parte mista, con un disegno simile al Circuito di Magny Cours.